# Кашкуревич, Арлен Михайлович
Арлен Михайлович Кашкуре́вич (также Арсен; 15 сентября 1929, Минск — 26 августа 2013, Минск) — советский и белорусский художник-график, профессор,  народный художник Белорусской ССР (1991), Заслуженный деятель искусств Белорусской ССР (1973), Лауреат Государственной премии Республики Беларусь (1972).
Графика: станковая, книжная, экслибрис.
Книжное искусство: оформленные книги неоднократно экспонировались на республиканских и международных выставках, участвовали в конкурсах и были отмечены высокими почетными наградами.

## Биография
Родился 15 сентября 1929 года в семье служащего. В Великую Отечественную войну находился в эвакуации в Саратове. В 1953 году окончил Минское художественное училище, затем продолжил обучение на отделении графики Белорусского государственного театрально-художественного института, где его учителями стали Л. Лейтман, В. Суховерхов, П. Любомудров, В. Цвирко, С. Герус. Дипломная работа — иллюстрации к роману исландского автора Халлдора Лакснесса «Атомная станция». С 1959 по 1969 преподавал в Белорусском государственном театрально-художественном институте. Член Союза художников СССР, Белорусского союза художников.
Участвует в художественных выставках с 1959 года.
- Государственная премия БССР (1972)
- народный художник БССР (1973)

Графические работы признаны как на постсоветском пространстве, так и за его пределами.
Скончался на 84-м году жизни 26 августа 2013 года, похоронен на Восточном кладбище в Минске.

## Оформление книг
- Ирина Масленицына, Николай Богодяж «Беларусь далетапісная», издательство «Літаратура i мастацтва»[4]